# Kolkwitz
Kolkwitz (dolnołuż. Gołkojce) – gmina w Niemczech, w kraju związkowym Brandenburgia, w powiecie Spree-Neiße.